# Beatrixkanaal
Het Beatrixkanaal is een zijkanaal van 8,36 km lang dat het industrieterrein 'de Hurk' in het zuiden van Eindhoven verbindt met het Wilhelminakanaal.
De eerste werkzaamheden startten op 15 juli 1930. Het grootste deel van het kanaal was in 1933 al gereed maar vanwege geldgebrek werden de werkzaamheden gestaakt. In 1937 kwamen in het kader van de werkverschaffing extra middelen vrij om het kanaal alsnog te voltooien. Het kanaal zou in 1940 worden geopend door Prins Bernhard maar dit werd vertraagd, en na het uitbreken van de oorlog verhinderd toen ook vier bruggen opgeblazen werden. Begin augustus 1940 werd het kanaal na herstel van de schade alsnog zonder plichtplegingen in gebruik genomen.
In 1944 werden de bruggen tijdens de geallieerde opmars opnieuw opgeblazen en lieten de Duitsers een aantal schepen zinken in het kanaal. Het Wilhelminakanaal en daarmee het Beatrixkanaal kwamen uiteindelijk zonder water te staan. Pas in 1946 waren de herstelwerkzaamheden aan het kanaal voltooid en kon het weer opengesteld worden voor de scheepvaart.
Hoewel het vervoersvolume op het kanaal aanvankelijk niet aan de verwachtingen voldeed kwam er geleidelijk aan toch industrie naar de havenkom, die zich tussen de stadsdelen Strijp en Gestel bevindt. Bekend zijn de betoncentrale Beamix, die naar het kanaal is vernoemd, en de constructiewerkplaatsen van het voormalige bedrijf de Vries Robbé. Ten zuiden van het kanaal ontwikkelde zich sedert de jaren 50 van de 20e eeuw een uitgestrekt bedrijventerrein: De Hurk, waar onder meer een luciferfabriek verrees en een luchtdestillatiebedrijf van Philips, voor de winning van onder meer argon, dat later overgenomen werd door Air Liquide.
Niet het Beatrixkanaal maar de nabijgelegen autosnelwegen vormen nu de belangrijkste transportaders. Slechts vier bedrijven maken nog gebruik van het kanaal maar er zijn plannen om het multimodaal transport te bevorderen.

## Maritiem
Het kanaal is geschikt voor vaartuigen CEMT-klasse II. De grootste toegestane scheepsafmetingen op het kanaal zijn: lengte 60 meter, breedte 7 meter en diepgang 1,9 meter. De vaarwegdiepte is kanaalpeil -2,64 meter.
Pleziervaart vindt ook plaats in het kanaal. Er is een jachthaven en er zijn goede fietspaden langs het kanaal, waarvan de oevers zeer lommerrijk kunnen zijn.

## Ecologie
De oevers van het Beatrixkanaal waren voorheen de groeiplaats van planten die een voedselarme bodem prefereren, zoals welriekende nachtorchis. Tegenwoordig kan men er nog goudhaver aantreffen. De eertijds schrale oevers zijn door verruiging ecologisch wel achteruitgegaan.